# Barbara Sadoul
Pour les articles homonymes, voir Sadoul.
Barbara Sadoul est une écrivaine française née en 1968, spécialisée dans le fantastique, également comédienne et professeur de théâtre. Elle est la fille de l'éditeur Jacques Sadoul.

## Activités
Barbara Sadoul effectue des ateliers d'écriture et des lectures publiques.
Elle a préparé un certain nombre d'anthologies de nouvelles fantastiques et de fantasy, avec des auteurs tant anciens que modernes, pour lesquelles elle a rédigé des présentations explicatives. Barbara Sadoul est aussi l'auteur de romans et de pièces de théâtre dans les mêmes genres littéraires.

## Œuvres
- Les Dracula anonymes, in Anthologie Utopiales 2014.
- L'Étang interdit, D Lire, Bayard Jeunesse, novembre 2002.
- La Messagerie du vampire, Paris, Syros, octobre 2000.
- Le Réveil du loup-garou, Paris, Syros, Mars 2000.
- Singe Rouge, apprends-moi des bêtises, Biarritz, Atlantica-Séguier, décembre 2000.
- Vampirettes et Sortilèges, Hors série, Rivière Blanche, 2011.

## Présentation d'anthologies
- Le Bal des loups, Paris, Denoël, 1999.
- La Dimension fantastique, 4 vol, 1997-2007, Paris, J'ai lu (Librio).
- Dracula et autres histoires de vampire de Goethe à Lovecraft, Paris, J'ai lu (Librio), 2014 (anciennement : Les Cent ans de Dracula, 1997).
- Fées, sorcières, diablesses. Les plus beaux contes, d'Homère à Pierre Gripari, Paris, J'ai lu (Librio), 2014 (anciennement : Fées, sorcières ou diablesses, 2002).
- Gare au garou !, Paris, J'ai Lu (Librio), 2007.
- La Solitude du vampire, Paris, J'ai lu (Librio), 2003.